# Аллак
Алла́к (рос. Аллак) — село у складі Каменського району Алтайського краю, Росія. Адміністративний центр Аллацької сільської ради.

## Населення
Населення — 995 осіб (2010; 1123 у 2002).
Національний склад (станом на 2002 рік):
- росіяни — 92 %